# Ectropothecium perminutum
Ectropothecium perminutum là một loài Rêu trong họ Hypnaceae. Loài này được Broth. ex E.B. Bartram mô tả khoa học đầu tiên năm 1939.